# Устюцкое
Устюцкое — деревня в Пестовском муниципальном районе Новгородской области России, административный центр Устюцкого сельского поселения. По всероссийской переписи населения 2010 года население деревни — 184 человека (87 мужчин и 97 женщин).
Площадь территории деревни — 64,9 га. Деревня расположена на Валдайской возвышенности, на высоте 176 м над уровнем моря, на юго-западе Пестовского района, у места впадения реки Чернянка в Меглинку, с южной стороны автодороги Р8 (Валдай — Боровичи — Пестово — Устюжна).

## История
В списке населённых мест Устюженского уезда Новгородской губернии за 1909 год указаны село Устюцкое, а также смежный с ней погост Устюцкий (Поповка, Клирошанская деревня), как относящиеся к Барсанихской волости (2-го стана, 4-го земельного участка). Население села Устюцкое, что было тогда на земле Устюцкого сельского общества — 160 жителей: мужчин — 78, женщин — 82, на погосте, что был на церковной земле, — 19 жителей (7 мужчин и 12 женщин), число жилых строений в деревне — 60 и 6 на погосте; тогда там была церковь, школа и часовня и имелись три мельницы, две кузни, хлебозапасный магазин, мелочная лавка и маслобойный завод. Затем, с 10 июня 1918 года до 31 июля 1927 года, Устюцкое в составе Устюженского уезда Череповецкой губернии, затем центр Устюцкого сельсовета Пестовского района Череповецкого округа Ленинградской области. Население села в 1928 году — 177 человек. По постановлению ЦИК и СНК СССР от 23 июля 1930 года Череповецкий округ был упразднён, а район перешёл в прямое подчинение Леноблисполкому. По Указу Президиума Верховного Совета СССР от 5 июля 1944 года Пестовский район был передан из Ленинградской области во вновь образованную Новгородскую область. Во время неудавшейся всесоюзной реформы по делению на сельские и промышленные районы и парторганизации, в соответствии с решениями ноябрьского (1962 года) пленума ЦК КПСС «о перестройке партийного руководства народным хозяйством» с 10 декабря 1962 года был образован, в числе прочих, крупный Пестовский сельский район на территории Дрегельского, Пестовского и Хвойнинского районов. Сельсовет и деревня вошли в состав этого района, а 1 февраля 1963 года административный Пестовский район в числе прочих был упразднён. Пленум ЦК КПСС, состоявшийся 16 ноября 1964 года восстановил прежний принцип партийного руководства народным хозяйством, после чего Указом Верховного Совета РСФСР от 12 января 1965 года сельские районы были преобразованы вновь в административные районы и решением Новгородского облисполкома № 6 от 14 января 1965 года сельсовет и деревня вновь в составе Пестовского района.
С принятием Российского закона от 6 июля 1991 года «О местном самоуправлении в РСФСР» и Указом Президента РФ № 1617 от 9 октября 1993 года «О реформе представительных органов власти и органов местного самоуправления в Российской Федерации» деятельность Устюцкого сельского Совета была досрочно прекращена. Позднее была образована образована Администрация Устюцкого сельсовета (Устюцкая сельская администрация). По результатам муниципальной реформы, с 2005 года деревня входит в состав муниципального образования — Устюцкое сельское поселение Пестовского муниципального района (местное самоуправление), по административно-территориальному устройству подчинена администрации Устюцкого сельского поселения Пестовского района.

## Экономика
В Устюцком действуют: СХК колхоз «ПРОГРЕСС», крестьянское хозяйство Козлова Андрея Васильевича, предприятия торговли: магазин Райпо № 47, магазин Туманова Н.А ООО «СеТО».

## Образование и культура
В деревне есть муниципальное общеобразовательное учреждение — средняя общеобразовательная школа, также есть библиотека и дом культуры.

## Здравоохранение
Действуют фельдшерско-акушерский пункт.

## Транспорт и связь
Деревня расположена с южной стороны автодороги Р8 (Боровичи — Пестово). Существует автобусное сообщение с административным центром района — городом Пестово и областным центром — городом Великий Новгород, а также со вторым по величине городом Новгородской области — Боровичами:
1. маршрут № 259, Пестово — Великий Новгород;
2. маршрут № 208, Пестово — Боровичи;
3. маршрут № 107, Пестово — Погорелово;
4. маршрут № 122, Пестово — Погорелово

В Устюцком есть почтовое отделение ФГУП «Почта России», почтовый индекс — 174525;

## Люди, связанные с деревней
- Серухина Людмила Ивановна — «Почётный гражданин Пестовского района» с 2006 года, родилась в Устюцком 29 января 1940 года. С 1982 года 13 лет возглавляла районный отдел народного образования, удостоена званий «Отличник народного образования», «Заслуженный учитель РФ»[12].